# Lijst van voetbalclubs - R
Dit is een lijst van voetbalclubs met als beginletter een R.
- Rabat Ajax
- Racing Beiroet
- Racing Besançon
- Racing Casablanca
- SV Racing Club Aruba
- Racing Club Brussel
- Racing Club de Avellaneda
- Racing Club de France Football
- Racing Emblem
- Racing FC Bafoussam
- Racing FC Gonaïves
- Racing FC Union Luxemburg
- Racing Mechelen
- Racing Santander
- Racing Strijpen
- Racing White Daring Molenbeek (47)
- Racing White Daring Molenbeek (5479)
- Racing White Daring Molenbeek 2003
- Radnicki Nis
- Raja Casablanca
- Ramsey AFC
- Randers Freja
- FC Rànger's
- Rapid Boekarest
- Rapid Wien
- FC Rapperswil-Jona
- Rayo Vallecano
- Rayon Sports
- RBC Roosendaal
- Real Ariquemes EC
- Real Avilés
- Real Balompédica Linense
- Real Bamako
- Real Betis
- Real Brasília
- Real Cartagena
- Real de Banjul
- Real España
- Real Estelí
- Real Jaén
- Real Madrid
- Real Madrid Castilla
- Real Madriz
- Real Mallorca
- Real Murcia
- Real Noroeste Capixaba
- Real Oviedo
- Real Republicans Freetown
- Real Rincon
- Real Salt Lake
- Real San Andrés
- Real Sport Clube
- Real Sociedad
- Real Unión
- Real Valladolid
- Real Zaragoza
- RUS Rebecquoise
- Recreativo Huelva
- Red Lions FC
- FC Red Star Zürich
- Regar-TadAZ Toersoenzoda
- Renacimiento FC
- Reno FC
- Reggina
- RFS
- Rheindorf Altach
- Rheydter SV
- Riga FC
- FK Riga
- Rīgas FK
- Rijnsburgse Boys
- FK Riteriai
- River Plate
- RKC Waalwijk
- SV Robinhood
- Roda JC
- Rodange 91
- Rode Ster Belgrado
- KSV Roeselare
- AS Roma
- Ronaldsway AFC
- RoPS
- Rosenborg BK
- FC Rosengård
- Rotherham United
- Rot Weiss Ahlen
- Rot-Weiss Essen
- Rot-Weiss Frankfurt
- Rot-Weiß Koblenz
- Rot-Weiß Lüdenscheid
- Rot-Weiß Oberhausen
- Royal Bhutan Army FC
- Royn Hvalba
- Rekkem Sport
- FC Ruggell
- NSÍ Runavík
- Rushen United FC

A · B · C · D · E · F · G · H · I · J · K · L · M · N · O · P · Q · R · S · T · U · V · W · X · Y · Z